# Fjodor
Fjodor ist ein männlicher Vorname. Er ist die russische Variante des Vornamens Theodor, geschrieben Фёдор, vor der Rechtschreibreform Ѳёдор.

## Varianten
- Feodor
- Fedor
- Fedja

## Bekannte Namensträger
- Fjodor I. (Russland) (1557–1598), Zar von Russland von 1584 bis 1598
- Fjodor II. (Russland) (Fjodor II. Borissowitsch Godunow; 1589–1605), von April bis Juni 1605 Zar und Großfürst von Russland
- Fjodor III. (Russland) (1661–1682), von 1676 bis 1682 Zar und Großfürst von Russland
- Fjodor Fjodorowitsch Bogdanowski (1930–2014), russischer Gewichtheber
- Fjodor Sergejewitsch Bondartschuk (* 1967), russischer Filmregisseur, Drehbuchautor und Schauspieler
- Fjodor Michailowitsch Dostojewski (1821–1881), russischer Schriftsteller
- Fjodor Wassiljewitsch Gladkow (1883–1958), russischer Schriftsteller
- Fjodor Nikolajewitsch Glinka (1786–1880), russischer Schriftsteller
- Fjodor Wladimirowitsch Jemeljanenko (* 1976), russischer Sambo- und MMA-Kämpfer
- Fjodor Nikolajewitsch Jurtschichin (* 1959), russischer Kosmonaut
- Fjodor Dmitrijewitsch Krjukow (1870–1920), russischer Schriftsteller
- Fjodor Ossypa (* 1927), sowjetischer Gewichtheber
- Fjodor Alexandrowitsch Ozep (1895–1949), russischer Regisseur und Drehbuchautor
- Fjodor Iwanowitsch Schaljapin (1873–1938), russischer Opernsänger
- Fjodor Ossipowitsch Schechtel (1859–1926), russischer Architekt deutscher Abstammung
- Fjodor Iwanowitsch Tjuttschew (1803–1873), russischer Dichter
- Fjodor Wassiljewitsch Tokarew (1871–1968), russischer Konstrukteur von Handfeuerwaffen
- Fjodor Iwanowitsch Tolbuchin (1894–1949), sowjetischer Heerführer und Marschall der Sowjetunion
- Fjodor Fjodorowitsch Uschakow (1745–1817), russischer Admiral
- Fjodor Alexandrowitsch Wassiljew (1850–1873), russischer Maler